# Kecelj
Kecelj (mađ. Kecel) je gradić u jugoistočnoj Mađarskoj.
Zauzima površinu od 114,48 km četvornih.

## Zemljopisni položaj
Nalazi se na 46°32' sjeverne zemljopisne širine i 19°15' istočne zemljopisne dužine.

## Upravna organizacija
Upravno pripada kireškoj mikroregiji u Bačko-kiškunskoj županiji. Poštanski broj je 6237.

## Povijest
Prvi put se spominje u povijesnim ispravama 1198.
Kao i brojni drugi mađarski gradovi, Kecelj je ostao bez stanovnika za vrijeme turskih osvajanja. 
22. travnja 1734. kalački biskup Gabrijel Patačić je izdao papire kojima se ponovno uspostavlja grad Kecelj. U to su vrijeme većina tamošnjih ljudi je živjela od držanja domaćih životinja. Budući da je rastući broj stanovnika ovo činio iznimno teškim, stanovništvo se okrenulo ratarstvu koje je do dana današnjeg ostalo glavnom gospodarskom granom u Kecelju.
1802. se izgradilo mnoštvo novih građevina, uključujući rimokatoličku crkvu, gradsku vijećnicu, prvu školu, poštanski ured te policijsku i vatrogasnu postaju.
Uskoro je i željeznička mreža zahvatila Kecelj.

## Stanovništvo
U Kecelju živi 9259 stanovnika u 3600 domaćinstava (2001.).
Stanovnici su Mađari. 

## Poznate osobe
- Grgur Cserháti, svećenik, autor molitvenika je djelovao u Kecelju